# 费多特·图穆索夫
费多特·谢苗诺维奇·图穆索夫（俄语：Федот Семёнович Тумусов，羅馬化：Fedot Semyonovich Tumusov，1955年6月30日—）是俄罗斯政治人物，第五届、第六届、第七届、第八届国家杜马代表。
1987年至1989年，图穆索夫任苏共地区委员会雅库特支部指导员。1991年至1993年，他担任萨哈共和国（雅库特）最高委员会常设委员会主席，负责引入市场关系和创业精神。他还担任萨哈共和国总统米哈伊尔·尼古拉耶夫的顾问。1993年至2003年，他担任Sakhaalmazprofinvest基金的主席，该基金旨在建立有效的机制来解决共和国的社会经济和环境问题。 2002年至2007年，担任萨哈共和国第三届和第四届国家议会代表。 2007年当选第五届国家杜马代表。 2011年、2016年、2021年，图穆索夫连任第六届、第七届、第八届国家杜马。

## 制裁
图穆索夫于2022年因俄乌战争而受到英国政府制裁。